# Campionati europei di atletica leggera indoor 2023 - 3000 metri piani maschili
La gara dei 3000 metri piani maschili ai campionati europei di atletica leggera indoor di Istanbul 2023 si è svolta il 4 e il 5 marzo 2023 presso l'Ataköy Athletics Arena.

## Podio
| Pos.    | Atleta             | Nazionalità |
| ------- | ------------------ | ----------- |
| Oro     | Jakob Ingebrigtsen | Norvegia    |
| Argento | Adel Mechaal       | Spagna      |
| Bronzo  | Elzan Bibić        | Serbia      |

## Record
| Record                | Record        | Record  | Record                 | Record           |
| --------------------- | ------------- | ------- | ---------------------- | ---------------- |
| Record mondiale       | Lamecha Girma | 7'23"81 | Liévin, Francia        | 15 febbraio 2023 |
| Record europeo        | Mohamed Katir | 7'24"68 | Liévin, Francia        | 15 febbraio 2023 |
| Record dei campionati | Ali Kaya      | 7'38"42 | Praga, Repubblica Ceca | 7 marzo 2015     |

## Programma
| Data    | Ora   | Turno    |
| ------- | ----- | -------- |
| 4 marzo | 10:00 | Batterie |
| 5 marzo | 20:00 | Finale   |

## Risultati

### Batterie
Si qualificano alla finale i primi sei atleti di ogni batteria (Q) e gli ulteriori tre atleti più veloci (q).
| Pos. | Batt. | Nome               | Nazionalità        | Tempo   | Note                                     |
| ---- | ----- | ------------------ | ------------------ | ------- | ---------------------------------------- |
| 1    | 2     | Elzan Bibić        | Serbia             | 7'50"21 | Q                                        |
| 2    | 2     | Adel Mechaal       | Spagna             | 7'50"69 | Q                                        |
| 3    | 2     | James West         | Gran Bretagna      | 7'50"73 | Q                                        |
| 4    | 2     | Darragh McElhinney | Irlanda            | 7'51"11 | Q                                        |
| 5    | 2     | Charles Grethen    | Lussemburgo        | 7'51"30 | (.296) Q                                 |
| 6    | 2     | Simon Sundström    | Svezia             | 7'51"30 | (.300) Q                                 |
| 7    | 2     | Robin Hendrix      | Belgio             | 7'51"32 | q                                        |
| 8    | 2     | Mike Foppen        | Paesi Bassi        | 7'51"61 | q                                        |
| 9    | 2     | Magnus Tuv Myhre   | Norvegia           | 7'52"47 | q                                        |
| 10   | 2     | Mattia Padovani    | Italia             | 7'54"31 | Miglior prestazione personale stagionale |
| 11   | 1     | Jakob Ingebrigtsen | Norvegia           | 7'56"57 | Q                                        |
| 12   | 1     | Bastien Augusto    | Francia            | 7'56"71 | Q                                        |
| 13   | 1     | Sam Parsons        | Germania           | 7'57"18 | Q                                        |
| 14   | 1     | Tim Verbaandert    | Paesi Bassi        | 7'57"28 | Q                                        |
| 15   | 1     | Jack Rowe          | Gran Bretagna      | 7'57"29 | Q                                        |
| 16   | 1     | Emil Danielsson    | Svezia             | 7'57"45 | Q                                        |
| 17   | 1     | John Heymans       | Belgio             | 7'57"87 |                                          |
| 18   | 1     | Pietro Riva        | Italia             | 7'58"89 |                                          |
| 19   | 1     | Joel Ibler Lillesø | Danimarca          | 8'00"48 |                                          |
| 20   | 1     | Dario Ivanovski    | Macedonia del Nord | 8'17"93 |                                          |

### Finale[2]
| Pos.    | Nome               | Nazionalità   | Tempo   | Note                                     |
| ------- | ------------------ | ------------- | ------- | ---------------------------------------- |
| Oro     | Jakob Ingebrigtsen | Norvegia      | 7'40"32 | Record nazionale                         |
| Argento | Adel Mechaal       | Spagna        | 7'41"75 | Miglior prestazione personale stagionale |
| Bronzo  | Elzan Bibić        | Serbia        | 7'44"03 |                                          |
| 4       | Darragh McElhinney | Irlanda       | 7'44"72 | Miglior prestazione personale            |
| 5       | Charles Grethen    | Lussemburgo   | 7'46"65 |                                          |
| 6       | Tim Verbaandert    | Paesi Bassi   | 7'47"24 |                                          |
| 7       | Sam Parsons        | Germania      | 7'48"01 |                                          |
| 8       | James West         | Gran Bretagna | 7'48"22 |                                          |
| 9       | Jack Rowe          | Gran Bretagna | 7'48"32 |                                          |
| 10      | Robin Hendrix      | Belgio        | 7'50"46 |                                          |
| 11      | Mike Foppen        | Paesi Bassi   | 7'50"95 |                                          |
| 12      | Magnus Tuv Myhre   | Norvegia      | 7'51"30 | Miglior prestazione personale            |
| 13      | Simon Sundström    | Svezia        | 7'52"54 |                                          |
| 14      | Bastien Augusto    | Francia       | 8'20"60 |                                          |
| -       | Emil Danielsson    | Svezia        | dq      | TR17.3.2                                 |